# Liste noire (film, 1984)
Pour les articles homonymes, voir Liste noire (homonymie).
Pour plus de détails, voir Fiche technique et Distribution.
Liste noire est un film français réalisé par Alain Bonnot sorti en 1984.

## Synopsis
Nathalie, adolescente en révolte, a quitté sa mère depuis six mois, pour vivre avec une petite bande de jeunes loubards. Un jour, un certain Tellier, dit « le boiteux », propose à la petite bande un « casse » : le braquage d'une banque de quartier. Ce que les trois jeunes loubards ignorent, c'est que ce braquage est un leurre, dont le but est de couvrir l'attaque d'un transporteur de fonds dans le même quartier au même moment. Le braquage échoue, mais les trois jeunes parviennent tout de même à s'échapper. Ils retrouvent le boiteux, qui les conduit vers les gangsters qui les ont manipulés. Ils veulent leur part du butin, mais les malfrats abattent l'un d'eux et blessent grièvement Nathalie. David, le troisième loubard, s'en sort seul indemne et ramène Nathalie mourante chez la mère.
Désormais, Jeanne Dufour (Annie Girardot), la mère de Nathalie, ancienne pilote de course, n'a plus qu'une idée en tête : venger la mort de sa fille. Elle va bénéficier de la complaisance du commissaire de police Kalinsky.

## Fiche technique
- Titre : Liste noire
- Réalisation : Alain Bonnot, assisté de 1) Michel Léviant / 2) Jean-Jacques Albert
- Scénario et dialogues : Alain Bonnot, André-Georges Brunelin, Marie-Thérèse Cuny, d'après Nathalie ou la Punition, roman de Gérald Moreau
- Musique : Alain Wisniak
- Directeur de la photographie : Jean-François Robin
- Montage : Françoise Bonnot
- Décors : Patrice Mercier
- Costumes : Agnès Nègre
- Son : Bernard Leroux, Paul Lainé
- Cascadeurs : Michel Carliez, Nella Barbier, Guy Delorme
- Producteur : René Cleitman, Claude Nedjar
- Société de production : Hachette-Fox Productions
- Société de distribution : Hachette-Fox Distribution
- Lieux de tournage : Arvernes, Frémécourt, Marines, Montgeroult ainsi qu'à Meudon (scènes du café-restaurant "Au coin d'Auvergne", Route de Vaugirard, à l'angle de la rue Henri Savignac, établissement rasé en 1994).(Sources : Travail de recherche et archives du biographe référent d'Annie Girardot : Alan O'Dinam).
- Pays de production :  France
- Langue : français
- Genre : drame et action
- Durée : 89 minutes
- Format : Couleur - Son mono
- Date de sortie : France : 8 août 1984

## Distribution
- Annie Girardot : Jeanne Dufour
- Paul Crauchet : Pierre
- Bernard Brieux : David
- Sandrine Dumas : Nathalie Dufour
- Pascal Tedes : Jacky
- Christian François : Lucas Castelli, le chef de la bande
- Gérard Sergue : Nino Castelli
- Jean-Paul Tribout : Tellier, dit « le boiteux »
- Alain Halle-Halle : Chambrion
- Jean-Claude Dreyfus : Mahler
- François Marthouret : le commissaire Kalinsky
- Philippe Soutan (alias Tansou) : l'adjoint du commissaire
- Michel Aumont : le juge d'instruction
- Artus de Penguern : un inspecteur
- Pascal Renwick : un inspecteur
- Laurent Kamoun : un inspecteur
- Jean-Marc Morel : un inspecteur
- Christophe Otzenberger : Manuel
- André Chaumeau : le convoyeur
- Pierre Belot: le directeur de banque
- Nella barbier : l'otage
- Guiguin Moro : la standardiste
- Jacqueline Noëlle : la caissière
- Marcel Champel : Dédé
- Dominique Marcas : la vieille femme / la réceptionniste
- Julie Carli : la serveuse